# José Antonio Vaca de Osma
José Antonio Vaca de Osma y Esteban de la Reguera (Madrid, 3 de novembre de 1921 - 20 d'agost de 2012) fou un advocat, diplomàtic i historiador espanyol.

## Biografia
Ha estat acadèmic corresponent de la Reial Acadèmia de la Història i de la de Jurisprudència i Legislació. Fou governador civil de la província d'Àvila, d'on era originària la seva família, de 1957 fins a 1966. Liberal per temperament i conservador per tradició i estil, és diplomàtic de professió i exerceix com historiador per vocació.
És cavaller dels Ordes de Carles III, d'Isabel la Catòlica i de la Legió d'Honor francesa; comanador de l'Orde d'Alfons X el Savi, de Cisneros, de la Corona de Bèlgica, del Mèrit de la República Italiana, Gran Creu del Mèrit Civil i medalla d'or d'Àvila, entre altres condecoracions nacionals i estrangeres, civils i militars.
Fou el gran impulsor de l'expansió d'Àvila des de mitjan segle XX fins que va cessar en el seu càrrec, però va seguir mantenint una estreta relació amb Àvila. Va ser nomenat fill adoptiu a desenes de localitats de la província d'Àvila per la seva dedicació.
En 1993 li va ser concedit el premi Sánchez Albornoz.

## Obres[3]
- Así se hizo España (1981)
- Alfonso XIII, el rey paradoja (1993)
- Alfonso XIV : mis memorias (1991)
- Carlos I y Felipe II, frente a frente (1998)
- Carlos III (1997)
- Los catalanes en la historia de España (1996)
- El Gran Capitán (1998)
- Jefatura del Estado y Presidencia del Gobierno (1964)
- La masonería y el poder (1992)
- Los nobles e innobles validos (1990)
- Paisajes con Franco al fondo (1987)
- Los vascos en la historia de España (2004) on es mostra partidari de la teoria de la basconització tardana.
- Yo, Fernando el Católico (1995)
- La larga guerra de Francisco Franco (1991)
- Don Juan de Austria (2000)
- Hernán Cortés (2000)
- Los Reyes Católicos (2001)
- La Guerra de la Independencia (2002)[Enllaç no actiu]
- Francisco de Goya (2003)
- Historia de España para jóvenes del siglo XXI (2004)
- Grandes reyes españoles de la Edad Media (2004)
- El Imperio y la Leyenda Negra[Enllaç no actiu] (Rialp, Madrid, 2004)
- Don Juan de Austria (2004)
- Alfonso XII y la reina Cristina (2005)
- Patriotas que hicieron España (2007)
- Nueva historia de Madrid (2007)
- España y Francia. Historia secular de un desencuentro (2007)